# بندزنی گوه‌ای
بَندزنی گُوِه‌ای (به انگلیسی: Wedge bonding) نوعی بندزنی سیمی است که بر روی اعمال نیرو و توان اولتراسونیک برای تشکیل پیوندها متکی است. این یک روش محبوب است و معمولاً در صنعت نیم‌رسانا استفاده می‌شود. بندزنی گوه‌ای جهت‌دار است، بنابراین سر بندزن می‌چرخد تا زوایای مختلف برای بندزنی را در خود جای دهد. به دلیل این چرخش، بندزنی گوه‌ای کندتر از بندزنی توپی است. مزیت بندزنی گوه‌ای این است که گام ظریف‌تر امکان‌پذیر است. بندزنی گوه‌ای همچنین استفاده از نوار فلزی را به جای سیم برای بندزنی را برآورده می‌کند.
- بندزنی گرماتراکمی (به انگلیسی: Thermocompression Bonding) (تی‌سی‌بی): این فنّ از گرما و فشار برای ایجاد اتصال بین یک سیم نازک (معمولاً آلومینیوم یا طلا) و پَدهای بندزنی استفاده می‌کند. همان‌طور که گرما سیم را نرم می‌کند، فشار وارد می‌شود تا پیوند ایجاد شود.
- بندزنی گوه‌ای فراصوتی (به انگلیسی: Ultrasonic Wedge Bonding) (یودبلیوبی): انرژی فراصوتی همراه با فشار برای ایجاد اتصال بین سیم و پدهای بندزنی استفاده می‌شود. این روش شبیه بندزنی توپی فلاسک‌صوتی (به انگلیسی: thermos-sonic) است اما به جای توپی از ابزار گوه‌ای استفاده می‌کند.
- بندزنی گوه‌ای نافراصوتی (به انگلیسی: Non-Ultrasonic Wedge Bonding): در این تنوع بندزنی گوه‌ای بدون استفاده از انرژی فراصوت ایجاد می‌شود.